# Sandy Bay (St. Vincent)
Sandy Bay ist eine Ortschaft im Norden der Karibikinsel St. Vincent (Kirchspiel Charlotte). Sie ist die größe Ansiedlung von Kariben und Garifuna auf der Insel. Weitere Siedlungen befinden sich in Petit Bordel, Owia, Rose Bank, Greiggs und Fancy.
1806, nach dem Ende der Karibenkriege, hatten sich hier 19 Männer, 28 Frauen und 58 Kinder unter Führung eines gewissen Gabriel mit Erlaubnis des britischen Kommandanten in Owia niedergelassen. In den britischen Unterlagen wurden sie als „gelbe Kariben“ klassifiziert. In den 1980er Jahren lebten hier 900 Kariben.
Die Siedlung wurde 2010 durch den Wirbelsturm Tomas schwer beschädigt. Die Arbeitslosigkeit ist überdurchschnittlich hoch.